# Majak (film fra 2006)
Majak (russisk: Маяк) er en russisk-hollandske spillefilm fra 2006 af Marija Saakjan.

## Medvirkende
- Anna Kapaleva - Lena
- Olga Jakovleva
- Sos Sargsyan
- Sofiko Chiaureli
- Ruzana Avetisyan - Roza